# Barceo
Barceo là một đô thị ở tỉnh Salamanca, phía tây Tây Ban Nha, cộng đồng tự trị Castile-Leon. Đô thị này có cự ly 74 kilômét so với tỉnh lỵ Salamanca và có dân số 58 người. Đô thị này có diện tích 21,13 km².
The village lies 720 mét trên mực nước biển.
Mã số bưu chính là 37215.